# Aurelio Lenzi
Aurelio Lenzi (Pistoia, 19 giugno 1891 – 23 dicembre 1967) è stato un discobolo e pesista italiano.
Nel 1912 prese parte ai Giochi olimpici di Stoccolma classificandosi dodicesimo nel getto del peso e diciottesimo nel lancio del disco. L'anno successivo conquistò il titolo di campione italiano assoluto del getto del peso, titolo che vinse altre due volte ai campionati del 1919 e del 1921, quando fu anche campione italiano del lancio del disco.
Nel 1920 partecipò ai Giochi olimpici di Anversa e si piazzò tredicesimo nel getto del peso e nono nel lancio del disco.

## Palmarès
| Anno | Manifestazione  | Sede      | Evento           | Risultato | Prestazione | Note |
| ---- | --------------- | --------- | ---------------- | --------- | ----------- | ---- |
| 1912 | Giochi olimpici | Stoccolma | Getto del peso   | 12º       | 11,57 m     |      |
| 1912 | Giochi olimpici | Stoccolma | lancio del disco | 18º       | 38,19 m     |      |
| 1920 | Giochi olimpici | Anversa   | Getto del peso   | 13º       | 12,325 m    |      |
| 1920 | Giochi olimpici | Anversa   | Lancio del disco | 9º        | 37,750 m    |      |

## Campionati nazionali
- 2 volte campione italiano assoluto del getto del peso (1919, 1921)
- 3 volte campione italiano assoluto del lancio del disco (1913, 1919, 1921)

1913
- Oro ai campionati italiani assoluti di atletica leggera, lancio del disco - 39,14 m
- Argento ai campionati italiani assoluti, getto del peso - 12,63 m

1919
- Oro ai campionati italiani assoluti di atletica leggera, getto del peso - 13,00 m
- Oro ai campionati italiani assoluti di atletica leggera, lancio del disco - 37,59 m
- Bronzo ai campionati italiani assoluti, palla vibrata - 40,02 m

1921
- Oro ai campionati italiani assoluti di atletica leggera, getto del peso - 11,755 m
- Oro ai campionati italiani assoluti di atletica leggera, lancio del disco - 36,85 m